# Gastón Vales
Gastón Vales (Capital Federal, Buenos Aires, 15 de octubre de 1974) es un exfutbolista argentino. Se desempeñaba como marcador central y tuvo una extensa trayectoria deportiva.

## Clubes
| Club               | País      | Año       |
| ------------------ | --------- | --------- |
| River Plate        | Argentina | 1987-1995 |
| All Boys           | Argentina | 1995-1998 |
| Ferro Carril Oeste | Argentina | 1999-2000 |
| Talleres (Cba.)    | Argentina | 2000-2001 |
| Brown (Arrecifes)  | Argentina | 2001-2003 |
| Deportivo Cuenca   | Ecuador   | 2004      |
| Sarmiento (Junín)  | Argentina | 2005      |
| Temperley          | Argentina | 2006      |
| El Porvenir        | Argentina | 2007      |
| Deportivo Merlo    | Argentina | 2008-2009 |
| Talleres (RdE)     | Argentina | 2010-2011 |

## Trayectoria
| Año       | Detalles                                                                                   |
| --------- | ------------------------------------------------------------------------------------------ |
| 2011      | Graduado Director Técnico en la institución ATFA                                           |
| 2011-2012 | Club Defensa y Justicia. Cargo: Ayudante de campo. DT: Ricardo Rodríguez                   |
| 2012-2014 | Club Atlético Tucumán. Cargo: Ayudante de campo. DT: Ricardo Rodríguez                     |
| 2015-2016 | Coordinador Club Deportivo Lomas de Tafi.                                                  |
| 2017      | Coordinador Escuela "CLUB 20 DE JUNIO" SAN MIGUEL, TUCUMAN, Coordinador en BUENA, TUCUMAN. |
| 2017      | DT Selección Argentina de mini Futbol, Campeonato Mundial "TUNEZ" AFRICA.                  |
| 2018      | Coordinador Escuela de Futbol "Quara" YERBA BUENA, Tucumán.                                |
| 2018      | Coordinador y Entrenador de "CEFUN" Centro de Alto Rendimiento Futbolístico Norte.         |
| 2019      | DT, Primera Liga Tucumana "CLUB SAN JORGE".                                                |

## Trayectoria como técnico
Torneo Las Cañas